# Policija Republike Srpske
Policija Republike Srpske je izvršna i operativna institucija Ministarstva unutrašnjih poslova Republike Srpske. Sedište je u Banja Luci. Misija policije je zaštita Ustava Republike Srpske, sigurnost, zaštita građana i njihovih prava.

## Dužnosti i zakonski propisi policijskih službenika
Policijski službenici su uniformisani pripadnici Ministarstva unutrašnjih poslova i njegove izvršne agencije koji moraju da deluju objektivno u skladu sa Ustavom i poštujući Ustav Republike Srpske i zakone i druge propise Republike Srpske. Svaki policajac je obučen u uniformu istog izgleda na osnovu položaja ili jedinice u kojoj se policajac nalazi. Ako to predlaže misija, policajci mogu biti u civilnoj ili drugoj službenoj odeći u misijama. Etnički sastav policajaca mora biti jednak sastavu stanovništva Republike Srpske prema najnovijem popisu stanovništva sa jednakim procentom i pravima muških i ženskih policajaca. Takođe, postoji mreža žena u Ministarstvu unutrašnjih poslova (RS VPON) koje pružaju bolje uslove za žene oficire. Pored uniforme, svaki policajac ima legitimaciju i značku koja se mora pokazati kada je to potrebno. Zakon o policijskim službenicima daje propise policijskim službenicima.

## Istorija
Posle pada komunističke Jugoslavije, većina institucija, uključujući Sekretarijat unutrašnjih poslova i Specijalnu jedinicu, rasformirane su. Policija je osnovana 4. aprila 1992. Tog dana započinje istorija policije Republike Srpske kada je Ministarstvo unutrašnjih poslova osnovalo Specijalnu brigadu policije. Pored Vojske Republike Srpske, policajci su se takođe borili u odbrambeno-otadžbinskom ratu.
Tokom prvih borbi i početka rata, deo policije bio je na Vracama u Sarajevu, gde je trebalo da bude uspostavljeno Ministarstvo unutrašnjih poslova Srpske Republike Bosne i Hercegovine sa svim infrastrukturnim objektima u Centru za edukaciju policajaca.

## Organizaciona struktura

### Direktor policije
Šef policije je direktor. Sadašnji direktor policije je Siniša Kostrešević (od 2020). Bivši direktori policije bili su Radomir Njeguš (do 2004), Dragomir Andan (2004—2006), Uroš Pena (2006—2010), Gojko Vasić (2010—2016) i Darko Ćulum (2016—2020). Direktor policije je lice organizacije i organizacione jedinice u sedištu Ministarstva. Za svoju obavezu odgovoran je ministru unutrašnjih poslova i Vladi Republike Srpske. Dužnost direktora je da kontroliše, sprovodi, nadgleda i planira sve policijske aktivnosti, objedinjuje rad policije, donosi odluke o policiji i izveštava ministra unutrašnjih poslova i Vladu. Direktor ima svog zamenika direktora policije.

### Uprava policije
Uprava policije je organizaciona jedinica Policije Republike Srpske odgovorna za koordinaciju rada, praćenje i usmeravanje u policijskim upravama, policijskim stanicama, jedinici žandarmerije i policijskim stanicama bezbednosti saobraćaja. Takođe pomaže izvršenju policijskih misija, prati javni red i mir i stanje bezbednosti saobraćaja, prati i analizira saobraćajne kazne, organizuje nastavu i učestvuje u vanrednim dežurstvima, kontroliše i kontroliše rad policijskih službenika, učestvuje u izradi nastavnog plana, sarađuje sa drugim institucijama i tako dalje na. Trenutni šef uprave policije je Dalibor Ivanić
|                       |                       |                       |                       |                       |                       |  |  | {{{Uprava}}} |              |              |              |              |              |  |  |                                  |                                  |                                  |                                  |                                  |                                  |
|                       |                       |                       |                       |                       |                       |  |  |              |              |              |              |              |              |  |  |                                  |                                  |                                  |                                  |                                  |                                  |
|                       |                       |                       |                       |                       |                       |  |  |              |              |              |              |              |              |  |  |                                  |                                  |                                  |                                  |                                  |                                  |
| Policija opšte namene | Policija opšte namene | Policija opšte namene | Policija opšte namene | Policija opšte namene | Policija opšte namene |  |  | Žandarmerija | Žandarmerija | Žandarmerija | Žandarmerija | Žandarmerija | Žandarmerija |  |  | Policija saobraćajne bezbednosti | Policija saobraćajne bezbednosti | Policija saobraćajne bezbednosti | Policija saobraćajne bezbednosti | Policija saobraćajne bezbednosti | Policija saobraćajne bezbednosti |

## Policijske uprave
Policija je geografski organizovana na deset policijskih uprava: Banja Luka, Prijedor, Mrkonjić Grad, Gradiška, Doboj, Bijeljina, Zvornik, Istočno Sarajevo, Foča i Trebinje. Svakom policijskom upravom rukovodi načelnik policijske uprave. Ostale policijske uprave zasnivaju se na vrsti poslova. Osim geografski utvrđenih policijskih uprava, tu su i Uprava kriminalističke policije, Uprava za borbu protiv organizovanog i teškog kriminala, Uprava za borbu protiv terorizma i ekstremizma, Uprava policijske podrške i Uprava za zaštitu lica i predmeta. Pre formiranja policijskih uprava 2017. godine kao geografske organizacije, postojalo je šest „centara javne bezbjednosti” (mn. „Centri javne bezbjednosti”, sg. „Centar javne bezbjednosti”), a centri su bili u Prijedoru, Banjaluci, Doboju, Bijeljini , Istočnom Sarajevu i Trebinju.

### Policijska uprava Banja Luka
Policijska uprava Banja Luka (skraćeno PU BL) nalazi se na teritoriji banjalučke podregije i obuhvata opštine Banja Luka, Laktaši, Čelinac, Kotor Varoš, opštine Kneževo i Prnjavor. Na njenoj teritoriji ima 12 policijskih stanica (od kojih je šest u Banja Luci). U Banja Luci je bilo sedište Centra javne bezbednosti Banja Luke. Načelnik policijske uprave je Miloš Brkić.
Policijske stanice u Policijskoj upravi Banja Luka su:
- Policijska stanica  Centar
- Policijska stanica  Lazarevo
- Policijska stanica  Obilićevo
- Policijska stanica  Lauš
- Policijska stanica  Potkozarje
- Policijska stanica za intervencije Banja Luka
- Stanica policijske bezbednosti saobraćaja Banja Luka
- Policijska stanica  Laktaši
- Policijska stanica  Prnjavor
- Policijska stanica  Kneževo
- Policijska stanica  Čelinac
- Policijska stanica  Kotor Varoš .[7]

### Policijska stanica za intervencije
Policijska stanica za intervencije Policijske uprave Banja Luka je jedina policijska stanica tog tipa u Bosni i Hercegovini. Stanica je formirana 2008. godine i u njoj radi 38 policajaca. Stanica je nagrađena sa Zlatnim znakom policije za uspehe u radu i najbolje organizacionom jedinicom Ministarstva. Dužnosti policajaca u ovoj policijskoj stanici su patroliranje u mobilnim patrolama i u jednoj smeni patrola ima po 3-4 policajca u jednom vozilu. Pored patrola, glavne dužnosti su zaštita javnog reda i mira na javnim sastancima ili kada u prestupu postoje elementi nasilja. Takođe, njihove dužnosti su pomoć opštim policijskim snagama u obavljanju komplikovanih misija, pomoć u zaštiti osoba i predmeta, blokada i pretraga terena kako bi se pronašli kriminalci ili predmeti za kojima se traga kao i suzbijanje trgovine narkoticima. Policijski službenici ove policijske stanice poznati su po Dačiji daster, patrolnim vozilima koja koriste.

### Policijska uprava Prijedor
Policijska uprava Prijedor (skraćeno PU PD) nalazi se na teritoriji prijedorske mezoregije i obuhvata Prijedor, Kozarsku Dubicu, Kostajnicu, Novi Grad, opštine Krupa na Uni i Oštru Luku. Na ovoj teritoriji ima 10 policijskih stanica (od kojih su tri u sedištu policijske uprave). Do 2017. uprava je nosila naziv Centar javne bezbjednosti Prijedor. Načelnik policijske stanice je Sretoja Vujanović.
Policijske stanice u Policijskoj upravi Prijedor su:
- Policijska stanica  Prijedor 1
- Policijska stanica  Prijedor 2
- Policijska stanica  Kozarac
- Policijska stanica  Omarska
- Policijska stanica za bezbjednost saobraćaja Prijedor
- Policijska stanica  Kozarska Dubica
- Policijska stanica  Kostajnica
- Policijska stanica  Novi Grad
- Policijska stanica  Krupa na Uni
- Policijska stanica  Oštra Luka .[9]

### Policijska uprava Mrkonjić Grad
Policijska uprava Mrkonjić Grad (skraćeno PU MG) nalazi se na teritoriji podregije Mrkonjić Grad. Sedište je u Mrkonjić Gradu i obuhvata teritoriju sedam opština: Mrkonjić Grad, Ribnik, Šipovo, Jezero, Petrovac, Istočni Drvar i Kupres. Postoji pet policijskih stanica, a među njima dve su u administrativnom sedištu. Ova policijska uprava je formirana 2017. godine. Pre svoje nezavisnosti bila je deo Centra javne bezbjednosti Banja Luka. Načelnik policijske stanice je Milan Milekić.
Policijske stanice u Policijskoj upravi Mrkonjić Grad su:
- Policijska stanica  Mrkonjić Grad
- Policijska stanica saobraćajne bezbednosti Mrkonjić Grad
- Policijska stanica  Jezero
- Policijska stanica  Šipovo
- Policijska stanica  Ribnik.[11]

### Policijska uprava Gradiška
Policijska uprava Gradiška (skraćeno PU GR) nalazi se na severu nekadašnjeg Centra javne bezbednosti Banja Luka i formirana je 2017. godine. Obuhvata teritoriju Gradiške podregije. Na teritoriji ove policijske uprave nalaze se samo Grad Gradiška i opština Srbac. Načelnik policijske uprave je Bojan Škorić. Postoje 4 policijske stanice, od kojih su dve u Gradiški, a policijske stanice u ovoj upravi su:
- Policijska stanica  Gradiška
- Policijska stanica  Nova Topola
- Policijska stanica za bezbednost saobraćaja Gradiška
- Policijska stanica Srbac.[12]

### Policijska uprava Doboj
Policijska uprava Doboj (skraćeno PU DO) ima istu teritoriju kao i Centar javne bezbednosti Doboj. Na njenom području nalazi se regija Doboj, osim opštine Šamac (Grad Doboj i opštine Stanari, Teslić, Petrovo, Derventa, Modriča, Vukosavlje i Brod), a postoji 9 policijskih stanica (od toga tri u Doboju). Načelnik policijske uprave je Slobodan Radinković. Policijske stanice policijske uprave su:
- Policijska stanica Doboj 1
- Policijska stanica Doboj 2
- Stanica policijske bezbednosti saobraćaja Doboj
- Policijska stanica Teslić
- Policijska stanica Derventa
- Policijska stanica Modriča
- Policijska stanica Petrovo
- Policijska stanica Brod
- Policijska stanica Stanari.[13]

### Policijska uprava Bijeljina
Policijska uprava Bijeljina (skraćeno PU BNN) nalazi se u gradu Bijeljina i obuhvata područje još 5 opština (Ugljevik, Lopare, Šamac, Donji Žabar i Pelagićevo). Ova policijska uprava ima 8 policijskih stanica, od kojih su tri u Bijeljini. Načelnik policijske uprave je Žarko Ćosić. Policijske stanice u ovoj policijskoj upravi su:
- Policijska stanica Bijeljina 1
- Policijska stanica Bijeljina 2
- Policijska stanica za bezbjednost saobraćaja Bijeljina
- Policijska stanica Janja
- Policijska stanica Lopare
- Policijska stanica Ugljevik
- Policijska stanica Šamac
- Policijska stanica Pelagićevo.[14]

### Policijska uprava Zvornik
Policijska uprava Zvornik (skraćeno PU ZV) nalazi se na teritoriji zvorničke podregije. Sedište je u gradu Zvornik i obuhvata opštine: Osmaci, Šekovići, Vlasenica, Milići, Srebrenica i Bratunac. Načelnik policijske uprave je Aleksandar Vasiljević. Postoji 9 policijskih stanica od kojih su dve u Zvorniku i to policijske stanice:
- Policijska stanica Zvornik
- Policijska stanica Kozluk
- Policijska stanica za bezbednost saobraćaja Zvornik
- Policijska stanica Osmaci
- Policijska stanica Srebrenica
- Policijska stanica Bratunac
- Policijska stanica Milići
- Policijska stanica Vlasenica
- Policijska stanica Šekovići.[15]

### Policijska uprava Istočno Sarajevo
Policijska uprava Istočno Sarajevo skraćeno PU IS) nalazi se na području grada Istočno Sarajevo i obuhvata opštine Rogatica i Han Pijesak. Postoji 9 policijskih stanica. Načelnik policijske uprave je Branimir Šehovac. Policijske stanice u Policijskoj upravi Istočno Sarajevo su:
- Policijska stanica Pale
- Policijska stanica za bezbednost saobraćaja Pale
- Policijska stanica Istočno Novo Sarajevo
- Policijska stanica za bezbednost saobraćaja Istočno Novo Sarajevo
- Policijska stanica Istočni Stari Grad
- Policijska stanica Rogatica
- Policijska stanica Sokolac
- Policijska stanica Trnovo
- Policijska stanica Han Pijesak.[16][17]

### Policijska uprava Foča
Policijska uprava Foča (skraćeno PU FO) formirana je 2017. godine na teritoriji podregije Foča (opštine Foča i Čajniče sa opštinama Novo Goražde, Višegrad, Rudo i Kalinovik). Ova policijska uprava ima 7 policijskih stanica (dve u Foči). Načelnik Policijske uprave Foča je Velimir Kostović, a policijske stanice koje sadrže ovu policijsku upravu su:
- Policijska stanica Foča
- Policijska stanica za bezbednost saobraćaja Foča
- Policijska stanica Čajniče
- Policijska stanica Kalinovik
- Policijska stanica Rudo
- Policijska stanica Novo Goražde
- Policijska stanica Višegrad[18]

### Policijska uprava Trebinje
Policijska uprava Trebinje (skraćeno PU TB) nalazi se na jugu Republike Srpske i ova uprava ima 7 policijskih stanice od kojih su dve u Trebinju gde je sedište policijske uprave. Teritorija ove policijske uprave obuhvata Grad Trebinje i opštine Ljubinje, Berkovići, Istočni Mostar, Nevesinje, Gacko i Bileća. Teritorija je nepromenjena od vremena kada je ovo PU bila centar javne bezbednosti. Načelnik policijske uprave je Siniša Laketa. Policijske stanice Policijske uprave Trebinje su:
- Policijska stanica  Trebinje
- Saobraćajna policijska stanica Trebinje
- Policijska stanica  Nevesinje
- Policijska stanica  Berkovići
- Policijska stanica  Ljubinje
- Policijska stanica  Gacko
- Policijska stanica  Ljubinje .[19]

### Uprava kriminalističke policije
Uprava kriminalističke policije je uprava čija je dužnost obrada najsloženijih krivičnih dela, kontrola, nadzor i usmeravanje aktivnosti svih organizacionih delova i pomoćnih jedinica kriminalističke policije, otkrivanje krivična dela, borba protiv proizvodnje i prometa opojnih droga, predlaganje i određivanje rokova obaveza policijskih uprava, praćenje, proučavanje i analiza stanja i kretanje krivičnih dela i upotreba kriminalističko-tehničkih metoda, kriminalističko-obaveštajne analize i posebne operativne dužnosti, pronalaženje i hapšenje počinilaca krivičnih dela, pružanje dokaza o zločinima, objavljivanje naloga za hapšenje i podzakonskih akata, saradnja sa drugim državnim organima i postupanje prema relevantnim informacijama bezbednosno-obaveštajne službe. Uprava ima svoje dve jedinice: Jedinica za opšti kriminalitet, i Jedinica za privredni kriminal, Načelnik Uprave kriminalističke policije je Snežana Radivojević.

### Uprava za organizovani i teški kriminal
Uprava za organizovani i teški kriminalitet je uprava koja se bavi: sprečavanjem, otkrivanjem i istragom krivičnih dela definisanih Zakonom o suzbijanju korupcije, Zakonom o organizovanom i teškom kriminalu, prikupljanjem obaveštajnih podataka i dokazima o zločinima, analiziranjem stanja bezbednosti, organizovanjem i upravljanjem akcijama protiv suzbijanja korupcije i otkrivanjem najkompleksnijih i najtežih krivičnih dela i njihovih prestupnika, sarađuje sa drugim državnim organima i pružanje pomoći drugim policijskim upravama. Ova policijska uprava ima četiri jedinice: Jedinica za organizovani kriminalitet i droge, Jedinica za specijalne poslove,  Jedinica za operativnu analitiku , i Jedinica za operativnu podršku. Šef uprave je Milosav Savković.

### Uprava za borbu protiv terorizma i ekstremizma
Uprava za borbu protiv terorizma i ekstremizma procesuira krivična dela iz oblasti terorizma i ekstremizma, ratnih zločina i krivična dela prema Međunarodnom humanitarnom pravu. Za potrebe analitičkih istraga koristi sve korisne baze podataka Ministarstva, kao i sve javne informacije, prati realizaciju, proučava i analizira situaciju i kretanje zločina i korišćenje kriminalističko-obaveštajnih analiza, kriminalističko-tehničkih metoda i posebnih operativnih poslova, priprema podzakonske dokumente koji regulišu delovanje protiv terorizma i ekstremizma i sarađuje sa drugim državnim organima. Uprava ima dve jedinice: Jedinica za borbu protiv terorizma i ekstremizma i Jedinicu za prevenciju i analitiku.

### Uprava za policijsku podršku
Uprava za policijsku podršku je policijska uprava koja unapređuje pravno delovanje i rad organizacionih delova Ministarstva, radi na određenim operativno-instruktivnim zadacima, edukuje preventivno policijski službenici, nadgleda zakone i propise povezane sa policijskim poslovima, pomaže ostalim delovima policijske organizacije i koordinira se sa njima, nadgleda legalno delovanje policijskih struktura, koordinira, nadgleda i prikuplja informacije protiv zločina, posebno protiv visokotehnološkog kriminala, vrši prikupljanje kriminalističko-obavještajnih podataka i pomaže drugim policijskim upravama. Načelnik uprave je Željko Spasojević. Administracija ima tri jedinice: Jedinicu za koordinaciju, Jedinicu za operativnu podršku i  Jedinicu za forenziku — Kriminalističko-tehnički centar.

### Uprava za obezbeđenje ličnosti i objekata
Zadaci Uprave za obezbeđenje ličnosti i objekata su: nadgledanje, usmeravanje i koordinacija jedinica u njenoj strukturi, policijske uprave, policijskih stanice i jedinica za podršku u poslovima zaštite, organizovanja i obavljanja poslova posebne bezbednosti lica i predmeta koji su definisani odlukom Vlade ili uredbom ministra, zaštita stranih lica i delegacija tokom njenog prisustva u Republici Srpskoj, nadgledanje bezbednosne situacije predmeta i lica, uspostavljanje sistema prikupljanja podataka za operativnu i preventivnu zaštitu, kontrolu i izradu planova zaštite, saradnja sa drugim institucijama i strukturama policije, ministarstva i republike, preduzimanje određenih mera antiterorističke zaštite, uspostavljanje direktne veze između kabineti i protokoli koje štite članovi uprave i vode računa o policiji profesionalno usavršavanje i obrazovanje oficira i materijalno-tehnička oprema. Uprava za obezbeđenje ličnosti i objekata do 2013. godine. postojala je pod imenom  Jedinica za zaštitu lica i predmeta . Nakon povećanja broja zaposlenih i potreba za ovom vrstom poslova, uprava je osnovana kao administrativni deo Ministarstva i policije. Administracija je formirana sa 11 unutrašnjih organizacionih delova. Uprava je povezana sa Počasnom jedinicom Ministarstva unutrašnjih poslova, jer su većina njegovih članova zaposleni u ovoj administraciji. Uprava ima dve jedinice:  Jedinicu za zaštitu i Jedinicu za operativnu podršku.
- Strukture zaštitne jedinice su:
  - Odred za zaštitu lica prve kategorije
  - Policijska stanica za zaštitu osoba i predmeta 1
  - Policijska stanica za zaštitu osoba i predmeta 2
  - Policijska stanica za zaštitu lica i predmeta 3
  - Policijska stanica za zaštitu osoba i predmeta 4
  - Policijska stanica za zaštitu lica.

Jedinica za operativnu podršku ima sledeću strukturu:
- Odred za operativno-tehničku zaštitu
- Operativna dužnost
- Jedinica za podršku.

Šef administracije je magistar Borislav Šarić.

## Jedinice
Sve jedinice policije su pod kontrolom i komandom ministra unutrašnjih poslova i direktora policije. Jedinice policije su:
- Policija opšte namjene
- Saobraćajna policija
- Posebne snage policije
- Kriminalistička policija
- Žandarmerija
- Specijalna antiteroristička jedinica

### Nove jedinice
Nove jedinice formirane u policiji i Ministarstvu unutrašnjih poslova su Počasna jedinica Ministarstva unutrašnjih poslova Republike Srpske i Policijski orkestar Ministarstva unutrašnjih poslova Republike Srpske. Takođe, u planu ke formiranje Konjičke jedinice.

## Uniforme i činovi
Policijske uniforme i činovi deo su vizuelne identifikacije policajaca. Propise o uniformama (delovi uniforme, izgled, boje, materijal i tako dalje) daje ministar na predlog direktora.

### Uniforma i redovi danas
Tokom istorije policijske uniforme su se nekoliko puta menjale. Poslednja promena činova i uniforma bila je 2018. Najznačajnija promena bila je zamena patrolnih kačketa sa plavim policijskim šapkama.
Novi policijski činovi prema članu 89 Zakona o policiji i unutrašnjim poslovima Republike Srpske su:
- mlađi policajac, policajac, viši policajac, samostalni policajac, glavni policajac,
- mlađi inspektor, inspektor , viši inspektor, samostalni inspektor,
- glavni inspektor, generalni inspektor policije, glavni generalni inspektor policije.[29]

Direktor policije je uvek glavni generalni inspektor policije i po završetku dužnosti direktora vraća se u prethodni čin. Čin generalnog inspektora policije ima službenik koji je načelnik bilo koje policijske uprave (Uprava policije, Uprava kriminalističke policije, komandant Specijalne antiterorističke jedinice ili načelnik drugih policijskih uprava, prethodni centri javne bezbednosti).
| Čin    | Mlađi policajac  | Policajac                    | Viši policajac                      | Samostalni policajac | Glavni policajac |
| Oznake |                  |                              |                                     |                      |                  |
| Čin    | Mlađi inspektor  | Inspektor                    | Viši inspektor                      | Samostalni inspektor |                  |
| Oznake |                  |                              |                                     |                      |                  |
| Čin    | Glavni inspektor | Generalni inspektor policije | Glavni generalni inspektor policije |                      |                  |
| Oznake |                  |                              |                                     |                      |                  |

### Bivši činovi i uniforme

#### 2014—2018.
Većina sadašnjih delova uniforme povezana je sa prethodnom serijom policijskih uniformi Republike Srpske. Nekadašnji kačketi zamenjene su plavim poljskim kapam. Svi metalni delovi prethodne uniforme zamenjeni su tekstilnim delovima, kao što je primer sa amblemom na kapi. Ovo su bile prve uniforme na kojima je amblem policije na desnoj ruci a na pločici je pisalo ime i prezime policajca. Uniforme između 2014. i 2018. godine bile su malo udobnije i prikladnije za modernu policiju. Ove uniforme bile su u upotrebi od jula 2014. do marta 2018. godine kada su zamenjene novom. Pre izmena iz 2018. godine postojali su činovi formirani 2004. godine i bili su isti u policijskim institucijama u Bosni i Hercegovini. Zbog promene republičkog grba promenjen je samo oblik visokih inspektorskih činova. Nekadašnji činovi prema Uredbi o činovima policijskih službenika Republike Srpske su:
- policajac,  viši policajac, narednik,  viši narednik,
- mlađi inspektor, inspektor, viši inspektor, samostalni inspektor,
- glavni inspektor, generalni inspektor policije, glavni generalni inspektor policije.[31]

| Čin    | Policajac        | Viši policajac               | Narednik                            | Viši narednik        |
| Oznake |                  |                              |                                     |                      |
| Čin    | Mlađi inspektor  | Inspektor                    | Viši inspektor                      | Samostalni inspektor |
| Oznake |                  |                              |                                     |                      |
| Čin    | Glavni inspektor | Generalni inspektor policije | Glavni generalni inspektor policije |                      |
| Oznake |                  |                              |                                     |                      |

#### 2004—2014.
Nazivi činova u ovom periodu su ostali isti kao u periodu između 2014. i 2018. Jedine značajnije promene su nastale nakon promena simbola Republike Srpske kada je nekadašnji grb Republike Srpske sa dvoglavim orlom zamenio amblemom Republike Srpske. Finansijska kriza u periodu 2007—2008. godine sprečila je Ministarstvo unutrašnjih poslova da menja stare uniforme policajaca. U to vreme policija je imala 4.400 policajaca koji su nosili uniforme sa starim obeležjima. Došlo je do izmena na policijskim kapama gde su dodati metalni simboli, zakrpe su bile samo na jednoj ruci, nije postojala pločica za identifikaciju i u jednom periodu policijska značka bila je na levoj strani.
| Čin    | Policajac        | Viši policajac               | Narednik                            | Viši narednik        |
| Oznake |                  |                              |                                     |                      |
| Čin    | Mlađi inspektor  | Inspektor                    | Viši inspektor                      | Samostalni inspektor |
| Oznake |                  |                              |                                     |                      |
| Čin    | Glavni inspektor | Generalni inspektor policije | Glavni generalni inspektor policije |                      |
| Oznake |                  |                              |                                     |                      |

#### 1998—2003.
Nakon završetka oružanih sukoba u Bosni i Hercegovini, odlučeno je da se modernizuje izgled vojske i policije. Ministarstvo unutrašnjih poslova je 1998. godine započelo sa unapređenjem  Okvirnog sporazuma za restrukturiranje, reformu i demokratizaciju policije Republike Srpske . Pored promena zakona, propisa, organizacija došlo je i do promene u izgledu uniformi i policijskih činova. Takođe, svoje redove imali su i studenti obrazovnih institucija ministarstva. Svi činovi u ovom periodu imali su funkcijska imena, a neke činove moglo je nositi više funkcionera.
U ovom periodu činovi su bili:
- učenik prve godine SŠUP, učenik druge godine SŠUP, učenik treće godine SŠUP, učenik četvrte godine SŠUP;
- student prve godine VŠUP, student druge godine VŠUP, učenik treće godine VŠUP;
- policajac pripravnik, pripravnik sa višom školskom spremom, pripravnik sa visokom školskom spremom, policajac, vođa sektora, vođa sektora prve kategorije, komandir staničnog odjeljenja policije,
- pomoćnik komandira policijske stanice, zamjenik komandira policijske stanice, komandir policijske stanice, operativni dežurni DOC-a MUP-a,
- inspektor policije centra javne bezbjednosti, šef odsjeka u odjeljenju policije u centru javne bezbjednosti, načelnik odjeljenja policije centra javne bezbjednosti, načelnik sektora policije centra javne bezbjednosti,
- načelnik DOC-a MUP-a, načelnik odjeljenja uprave policije, zamjenik načelnika Službe specijalne policije, načelnik Službe specijalne policije,
- načelnik centra javne bezbjednosti , načelnik uprave, zamjenik ministra unutrašnjih poslova, ministar unutrašnjih poslova.

| Čin    | Policajac pripravnik                         | Pripravnik sa višom školskom spremom                          | Pripravnik sa visokom školskom spremom                 | Policajac                                           | Vođa sektora | Vođa sektora prve kategorije | Komandir staničnog odjeljenja policije |
| Oznake |                                              |                                                               |                                                        |                                                     |              |                              |                                        |
| Čin    | Pomoćnik komandira policijske stanice        | Zamjenik komandira policijske stanice                         | Komandir policijske stanice                            | Operativni dežurni DOC-a MUP-a                      |              |                              |                                        |
| Oznake |                                              |                                                               |                                                        |                                                     |              |                              |                                        |
| Čin    | Inspektor policije centra javne bezbjednosti | Šef odsjeka u odjeljenju policije u centru javne bezbjednosti | Načelnik odjeljenja policije centra javne bezbjednosti | Načelnik sektora policije centra javne bezbjednosti |              |                              |                                        |
| Oznake |                                              |                                                               |                                                        |                                                     |              |                              |                                        |
| Čin    | Načelnik DOC-a MUP-a                         | Načelnik odjeljenja uprave policije                           | Zamjenik načelnika Službe specijalne policije          | Načelnik Službe specijalne policije                 |              |                              |                                        |
| Oznake |                                              |                                                               |                                                        |                                                     |              |                              |                                        |
| Čin    | Načelnik centra javne bezbjednosti           | Načelnik uprave                                               | Zamjenik ministra unutrašnjih poslova                  | Ministar unutrašnjih poslova                        |              |                              |                                        |
| Oznake |                                              |                                                               |                                                        |                                                     |              |                              |                                        |

| Činovi srednje škole | Učenik I godine SŠUP  | Učenik II godine SŠUP  | Učenik II godine SŠUP   | Učenik IV godine SŠUP |
| Oznake               |                       |                        |                         |                       |
| Činovi više škole    | Student I godine VŠUP | Student II godine VŠUP | Student III godine VŠUP |                       |
| Oznake               |                       |                        |                         |                       |

#### 1992—1998.
Na početku rata, policija Republike Srpske imala je uglavnom istu uniformu kao i jugoslovenska milicija. Specijalni policijski odred imao je maskirne uniforme sa plavim motivima, a ponekad čak i uniforme sa vojnim kamuflažnim motivima. Činovi u ovom periodu bili su slični vojnim činovima:
- podoficiri: mlađi narednik, mlađi narednik prve klase, narednik, narednik prve klase, stariji narednik, stariji narednik prve klase,
- oficiri: potporučnik (2. poručnik), poručnik, kapetan, kapetan prve klase, major, potpukovnik, pukovnik,
- generali: general-major, general-potpukovnik, general-pukovnik.

| Čin    | Mlađi narednik | Mlađi narednik prve klase | Narednik         | Narednik prve klase | Stariji narednik | 'Stariji narednik prve klase |
| Oznake |                |                           |                  |                     |                  |                              |
| Čin    | Potporučnik    | Poručnik                  | Kapetan          | Kapetan prve klase  |                  |                              |
| Oznake |                |                           |                  |                     |                  |                              |
| Čin    | Major          | Potpukovnik               | Pukovnik         |                     |                  |                              |
| Oznake |                |                           |                  |                     |                  |                              |
| Čin    | General-major  | General-potpukovnik       | General-pukovnik |                     |                  |                              |
| Oznake |                |                           |                  |                     |                  |                              |

## Obrazovanje
Policijski službenici u Republici Srpskoj školuju se u nekoliko institucija i jedinica. Obično svi policajci tokom obrazovanja prolaze kroz Upravu za policijsku obuku. Institucije na kojima se službenici obrazuju su Policijska akademija i Fakultet bezbednosnih nauka.

### Srednja škola unutrašnjih poslova
Srednja škola unutrašnjih poslova osnovana je 9. septembra 1992. godine kao organizaciona jedinica Ministarstva unutrašnjih poslova za obrazovanje i stručno usavršavanje novih policijskih snaga u Republici Srpskoj. Obrazovanje je trajalo četiri godine. Srednja škola je bila deo Centra za edukaciju osoblja unutrašnjih poslova. Pored standardnog obrazovanja, postojao je i šestomesečni kurs za civile koji su želeli da postanu policajci.

### Policijska akademija
Policijska akademija osnovana je 2. jula 1999. godine Odlukom Vlade Republike Srpske i to je bio korak u realizaciji Okvira rekonstrukcije Policije Republike Srpske i Madridske deklaracije. Nastava je započela 19. jula 1999. Zadaci Policijske akademije su stručno obrazovanje i obuka, usavršavanje veština i znanja za potrebe Ministarstva. Danas se obrazovanje zasniva na Jedinici za policijsku obuku. Jedinica ima svog šefa. Akademija pripada Upravi za policijsku obuku i organizaciona je jedinica Ministarstva unutrašnjih poslova. Policijska akademija ima stručno telo i naziva se Profesorsko veće, a njenu strukturu čine profesori, inspektori, načelnici odreda, stručni saradnici i saradnici Akademije. Njihova dužnost je da predlažu planove nastave, analiziraju i verifikuju uspeh kadeta, analiziraju rad profesora, preduzimaju korake za napredak i razvijaju obrazovanje policajaca, donose odluke o kaznama i disciplini kadeta i obavljaju druge dužnosti definisane Statutom akademije. Studenti akademije nazivaju se pitomcima. Kadeti policije kroz svoje obrazovanje stiču znanje o policijskim veštinama, nastavnim predmetima i imaju modulno obrazovanje. Pored formalnog obrazovanja, kadeti su vrlo aktivni i učestvuju u proslavama Dana Republike, Dana policije, Policijade kao i u akcijama davanja krvi. Policijsku obuku pohađaju kadeti sa najmanje IV stepenom obrazovanja, zaposleni u MUP-u bez ikakvog policijskog obrazovanja i njihov konačni rezultat je stvaranje osoblja u rangu mlađeg policajca ili ga pohađaju službenici koji obnavljaju svoja znanja i veštine..
Pored Jedinice za policijsku obuku postoji i Jedinica za stručno usavršavanje. Zadaci ove jedinice su posebna obuka i stručno usavršavanje policijskih službenika i ostalih zaposlenih u Ministarstvu, planiranje i organizovanje usavršavanja, planiranje i organizovanje sticanja znanja policajaca itd. Jedinica posluje u skladu sa Uredbom za posebno unapređenje policijskih službenika. Posebna usavršavanja se organizuju za zaposlene sa najmanje VI ili VII stepenom obrazovanja bez ikakvog policijskog obrazovanja, što ima za cilj obuka osoblja u rangu mlađeg inspektora. Takođe, oni koji su stekli obrazovanje u Srednjoj školi unutrašnjih poslova ili Visokoj školi unutrašnjih poslova mogu unaprediti svoj čin. Jedinica ima dva odreda:
- Odeljenje za specijalizovanu obuku čiji je zadatak planiranje i organizovanje posebne obuke, preduzimanje procesa sticanja znanja i veština pomoću posebnih obuka i tako dalje, i
- Odeljenje za stručno usavršavanje sa zadacima da sprovodi i koordinira sa ostalim učesnicima obuke sve oblike stručnog usavršavanja za potrebe Ministarstva kao integralnim delom sistema kontinuiranog usavršavanja zaposlenih, organizuje, sprovodi i koordinira obuku koja se sprovodi za potrebe drugih republičkih organa, pravnih i fizičkih lica, predlaže mere za unapređenje stručnog usavršavanja, daje inicijative i predloge za izradu nastavnih planova i programa stručnog usavršavanja, vrši nadzor i kontrolu sprovođenja nastavnog plana i programa redovne obuke od organizacionih jedinica Ministarstva, pruža stručnu pomoć u sprovođenju obuke na terenu, vrši proveru i ocenjivanje stručne osposobljenosti policijskih službenika u skladu sa godišnjim planom provere, vrši provere stručne osposobljenosti pripadnika agencija za obezbjeđenje i organizuje, sprovodi i koordinira praktičnu nastavu i stručnu praksu kadeta osnovne policijske obuke Policijske akademije.[40][41][42][43]

### Fakultet bezbednosnih nauka
Fakultet bezbednosnih nauka je osnovan Odlukom Vlade 1. jula 1995. godine kao Visoka škola unutrašnjih poslova koja je počela sa radom 21. novembra 1995. godine. Nastava je trajala pet semestara, a završni naziv nakon obrazovanja bio je pravnik unutrašnjih poslova. Zajedno sa osnivanjem više škole osnovana je još jedna institucija. Ta institucija je bila Školski centar Ministarstva unutrašnjih poslova kao organizaciona jedinica Ministarstva, a činila ju je srednja i visoka škola unutrašnjih poslova. Zbog unapređenja znanja i veština 23. jula 2002 godine, odlukom Vlade viša škole transformisana je u Visoku školu unutrašnjih poslova i novi nastavni proces je počeo 1. oktobra 2002. godine. Po završetku škole, student bi stekao zvanje diplomiranog pravnika unutrašnjih poslova. Visoka škola unutrašnjih poslova transformisana je u Fakultet bezbednosnih nauka i postala 18. organizacioni deo Univerziteta u Banjoj Luci 2017. godine. Prema Uredbi Ministarstva prosvete i kulture Republike Srpske nastavni proces se organizuje na studijskom programu Sigurnost i kriminologija (240 ECTS) nakon kojeg se stiče zvanje diplomiranog pravnika bezbednosti i kriminologije.

## Zakletva
Svaki policajac pre početka policijske dužnosti mora polagati zakletvu. Način polaganja zakletve određen je u Uredbom o davanju zakletve policijskim službenicima Ministarstva unutrašnjih poslova Republike Srpske. Policijska zakletva mora se položiti pred ministrom i direktorom policije. Tekst zakletve je:
 Ja (ime i prezime) zaklinjem se da ću dužnost policijskog službenika vršiti savjesno i odgovorno,
da ću se pridržavati Ustava i zakona Republike Srpske i Bosne i Hercegovine
i da ću štititi ustavno uređenje Republike Srpske i Bosne i Hercegovine, prava, slobode i bezbjednost,
da ću poslove i zadatke policijskog službenika izvršavati i u slučajevima kada izvršavanje tih poslova i zadataka dovodi u opasnost i moj život.
— Tekst zakletve na srpskom jeziku

## Mirovne misije
Poslovi u vezi sa mirovnim operacijama povezani su sa Interpolicijskim odredom. Pripadnici policijskih službi Republike Srpske učestvuju u mirovnim misijama UN-a od 2000. godine. Za policajce u Srpskoj, koji su zainteresovani za mirovne misije, postoji nekoliko uslova, a to su: 8 godina efikasnog rada u policijskoj službi za muške službenike i 5 godina za žensko, aktivno znanje engleskog jezika, dobro fizičko i psihičko zdravlje, uspešan rad i posedovanje vozačke dozvole sa položenom B kategorijom. U procesu izbora su uključeni Ministarstvo unutrašnjih poslova Republike Srpske i Ministarstvo sigurnosti Bosne i Hercegovine. Da bi pristupili obuci, policajci moraju da zadovolje kriterijume dobrog znanja engleskog jezika i rada na računaru. Nakon evidentiranja ovih znanja, kandidati imaju dva testa: obuku pred misiju i SAAT test. Policijski službenici Republike Srpske učestvuju ili još uvek učestvuju u raznim međunarodnim mirovnim misijama:
- Misija Ujedinjenih nacija za podršku Istočnom Timoru (UNMISET),
- Misija Ujedinjenih nacija u Liberiji (UNMIL),
- Mirovne snage Ujedinjenih nacija na Kipru (UNFICIP),
- Misija Ujedinjenih nacija u Sudanu (UNMIS),
- Misija Ujedinjenih nacija u Južnom Sudanu (UNMISS) i
- MONUSCO.[47]

U 2018. godini bilo je 11 policajaca širom sveta u mirovnim misijama, a među njima su bile 2 žene. Do 2018. godine u mirovnim misijama učestvovalo je 65 policajaca, a od toga 23 u Južnom Sudanu, 20 u Liberiji, 11 na Kipru, 10 u Istočnom Timoru i jedna u Sudanu, a takođe je u njihovim formacijama bilo 8 žena. Njihove dužnosti u misijama su najčešće pomoć lokalnoj policiji, obuke, konsultacije, izgradnja policijskih objekata, rad policije u zajednici i tako dalje bez naoružavanja. Takođe jedan policajac bio je na jugu Italije u Brindisiju, gde je pomagao snagama UN-a u vezi sa migrantima, a jedan u Gvineji Bisau.

## Vanprofesionalne aktivnosti

### Futsal
Pored uobičajenih poslova, većina policajaca je uključena u druge aktivnosti koje isključuju njihovo prisustvo kao naoružanih policajaca. Policijski službenici imaju svoj futsal klub pod nazivom „Futsal klub Policajac”, koji je osnovan 2018. godine. Klub je bio deo Druge futsal lige Republike Srpske — zapadno od Fudbalskog saveza Republike Srpske i u sezoni 2018/19. je rangiran kao prvi. Policajci su učestvovali na Svetskom policijskom turniru u malom fudbalu 2011. godine u Eibergenu u Holandiji, gde su se takmičili u kategoriji muški futsal 35+ i osvojili drugo mesto.

### Policijada
Policijski službenici su aktivni u sportu tokom „Policijade” — sportske manifestacije zaposlenih u MUP-u Republike Srpske. To je tradicionalni skup policijskog sporta u Republici Srpskoj i organizuje se uvek u aprilu. Prva Policijada organizovana je 1998. godine, a razlog je bio slava Ministarstva. U 2019. godini na Policijadi je učestvovalo 736 takmičara u 23 tima zasnovanih na službama, upravama ili institucijama Ministarstva unutrašnjih poslova i policije u kojima učesnici rade i takmičili su se u trčanju na trci, malom fudbalu, streljaštvu, 3x3 košarci, odbojci, džudou, plivanju i šah.

## Galerija
- Stari policijski automobil
- Novi policijski automobil
- Specijalna anti-teroristička jedinica na paradi
- Jedinica za podršku na paradi
- Kadeti Policijske akademije na paradi
- Policajci i policijski kadeti u formacijama na Dan policije

## Literatura
- Flessenkemper, Tobias; Helly, Damien (2013). Ten years after: lessons from the EUPM in Bosnia and Herzegovina 2002—2012 (PDF) (на језику: енглески). Paris: European Union Institute for Security Studies. Архивирано из оригинала (PDF) 15. 09. 2016. г. Приступљено 15. 11. 2015.

## Spoljašnje veze
- Ministarstvo unutrašnjih poslova Republike Srpske (MUP RS) (језик: српски)
- Činovi Vojske i Policije Republike Srpske (језик: српски)
- Uprava za policijsko obrazovanje Republike Srpske (језик: српски)
- Predsednik Kuzmanović prisustvovao obilježavanju Dana Policije Republike Srpske Архивирано на веб-сајту  (4. март 2016) (језик: српски)
- Vlada Republike Srpske: Organizacija Ministarstva Архивирано на веб-сајту  (12. август 2020) (језик: српски)